# Črnec
Črnec je naselje v Občini Ribnica. Vasico v Slemenih na jugu Velikolaščanske pokrajine sestavljata gručasta zaselka: manjši in višje ležeči Breg ter 200 m oddaljeni Črnec, obrnjen proti vzhodu, ki leži na položnem pobočju pod cesto Sv. Gregor - Žimarice.
Proti jugu se svet naglo spusti v gozdnato grapo Laškega potoka. Na severovzhod teče potoček v Žovtno dolino.